# De Danaïden
De Danaïden was een van de vijf korfbalverenigingen in de stad Leiden, in de Nederlandse provincie Zuid-Holland. De Danaïden werd opgericht op 20 juni 1947 door G.H. Frederik, een leraar van het Stedelijk Gymnasium.

## Algemeen
In de beginjaren was de vereniging vooral lokaal actief, maar langzaamaan kon men zich opwerken in de korfbalcompetitie. In de beginjaren '70 wist de club een plek te bemachtigen in de hoofdklasse. Onder leiding van Gerard Bos heeft de club enkele jaren op het hoogste niveau kunnen spelen. Op 30 januari 1972 werden zowel Casper van Nierop als Wim Brugman uitverkoren om in het Nederlands team te spelen.
In 2010 is de vereniging gefuseerd met korfbalvereniging KZ Leiden en heeft nu de naam KZ Danaïden. Het eerste team speelt in de eerste (zaal) en tweede klasse (veld) van de competitie.
De vereniging heeft een samenwerking met de Leidse studentenkorfbalvereniging LSKV Kiems.

## Naamgeving
Zowel de clubnaam, clubhuis als het clubblad zijn vernoemd naar personages uit de Griekse oudheid.
Danaïden noemt men de 50 dochters van koning Danaos van Libye. De Danaïden werden gestraft en moesten voor straf ten eeuwigen dage in de Onderwereld een bodemloos vat volscheppen. Korfballers zijn in feite ook altijd bezig met het vullen van een bodemloos vat, vandaar dat de vereniging toepasselijk De Danaïden werd genoemd.
Het clubblad is Hermes genoemd, omdat het clubblad de boodschapper van de vereniging is, gelijk Hermes dat was van de Griekse goden. Hestia, de dochter van oppergod Zeus, was bij de oude Grieken de godin van de Huiselijke Haard. Hierom is het clubhuis naar Hestia genoemd. Ook is er de Heraklesbokaal (voor teams die kampioen worden), Hypermnestra (vroegere mascotte) en Argos (vroeger studententeam).